# Atletica leggera ai Giochi della XIV Olimpiade - Staffetta 4×100 metri femminile

Fanny Blankers-Koen

La competizione della staffetta 4×100 metri femminile di atletica leggera ai Giochi della XIV Olimpiade si è disputata il giorno 7 agosto 1948 allo Stadio di Wembley a Londra.

## L'eccellenza mondiale
| Record mondiale e olimpico: 1936 | 46”4 | Germania | Assente |

## Risultati

### Batterie
Le prime due squadre vanno in finale.
| Pos. | Nazione   | Atleti                                                             | Tempo |
| ---- | --------- | ------------------------------------------------------------------ | ----- |
| 1    | Canada    | Viola Myers Nancy Mackay Diane Foster Patricia Jones               | 47"9  |
| 2    | Australia | Shirley Strickland June Maston Elizabeth McKinnon Joyce King       | 48"0  |
| 3    | Francia   | Jeanine Toulouse Rosine Faugouin Liliane Sprécher Jeanine Moussier | 48"1  |
| 4    | Brasile   | Benedita de Oliveira Lucila Pini Melânia Luz Gertrudes Morg        | 49"0  |

| Pos. | Nazione       | Atleti                                                                    | Tempo |
| ---- | ------------- | ------------------------------------------------------------------------- | ----- |
| 1    | Gran Bretagna | Dorothy Manley Muriel Pletts Margaret Walker Maureen Gardner              | 48"4  |
| 2    | Austria       | Grete Jenny Elfriede Steurer Grete Pavlousek Maria Oberbreyer-Trösch      | 50"0  |
| 3    | Cile          | Marion Huber Beatriz Kretschmer Adriana Millard Annegret Weller-Schneider | 51"5  |
| -    | Italia        | Mirella Avalle Anna Maria Cantù Marcella Jeandeau Liliana Tagliaferri     | Rit.  |

| Pos. | Nazione     | Atleti                                                                                   | Tempo |
| ---- | ----------- | ---------------------------------------------------------------------------------------- | ----- |
| 1    | Paesi Bassi | Xenia Stad-de Jong Nettie Witziers-Timmer Gerda van der Kade-Koudijs Fanny Blankers-Koen | 47"6  |
| 2    | Danimarca   | Grethe Lovsø Nielsen Bente Bergendorff Birthe Nielsen Hilde Nissen                       | 48"1  |
| 3    | Stati Uniti | Nell Jackson Theresa Manuel Audrey Patterson Mabel Walker                                | 48"5  |

### Finale
| Pos.    | Nazione       | Atleti                                                                                   | Tempo |
| ------- | ------------- | ---------------------------------------------------------------------------------------- | ----- |
| Oro     | Paesi Bassi   | Xenia Stad-de Jong Nettie Witziers-Timmer Gerda van der Kade-Koudijs Fanny Blankers-Koen | 47"5  |
| Argento | Australia     | Shirley Strickland June Maston Elizabeth McKinnon Joyce King                             | 47"6  |
| Bronzo  | Canada        | Viola Myers Nancy Mackay Diane Foster Patricia Jones                                     | 47"8  |
| 4       | Gran Bretagna | Dorothy Manley Muriel Pletts Margaret Walker Maureen Gardner                             | 48"0  |
| 5       | Danimarca     | Grethe Lovsø Nielsen Bente Bergendorff Birthe Nielsen Hilde Nissen                       | 48"2  |
| 6       | Austria       | Grete Jenny Elfriede Steurer Grete Pavlousek Maria Oberbreyer-Trösch                     | 49"2  |

Per Fanny Blankers-Koen è il quarto alloro olimpico. Nessuna atleta è mai riuscita a fare altrettanto in atletica leggera ai Giochi olimpici.